# Банда аутсайдерів
«Ба́нда аутса́йдерів» (фр. Bande a part) — кримінальний фільм «французької нової хвилі», що вийшов у 1964 році, режисера Жана-Люка Годара, екранізація американського роману Долорес Гітченс «Золото дурнів» (англ. Fools' Gold, 1958).

## Сюжет
На заняття курсів англійської мови Франц (Самі Фрей) приводить свого знайомого Артура (Клод Брассер) і знайомить його з наївною дівчиною Оділлю (Анна Каріна). Оділь живе у віллі своєї тітки Вікторії, де винаймає кімнату таємничий пан Штольц. Оділь випадково в його кімнаті побачила велику суму готівки, про що розповіла Францові. Коли про це довідався Артур, він намовляє Франца і закохану в нього Оділь викрасти гроші пана Штольца …

## Ролі виконують
- Анна Каріна — Оділь
- Самі Фрей — Франц
- Клод Брассер — Артур
- Жан-Люк Годар — оповідач

## Навколо фільму
- Великий шанувальник фільму, американський режисер Квентін Тарантіно назвав свою продюсерську компанію англ. A Band Apart.
- Сцену з фільму, в якій персонажі біжать по паризькому Лувру, Годар фільмував, не маючи офіційного дозволу від керівництва музею. Він таємно проніс кінокамеру і велів акторам бігти по залах. Охоронці, які переслідують героїв у цій сцені, — співробітники музею, які працювали в той день.

## Нагороди
- 1964 Нагорода журналу «Кінозошити» (Cahiers du Cinéma):
  - за найкращий фільм[fr] — Жан-Люк Годар